# Pulseira antiestática
Pulseira antiestática é uma pulseira conectada a um cabo aterrado que permite que qualquer acúmulo de cargas no corpo do operador do equipamento seja desfeito com o retorno ao equilíbrio.

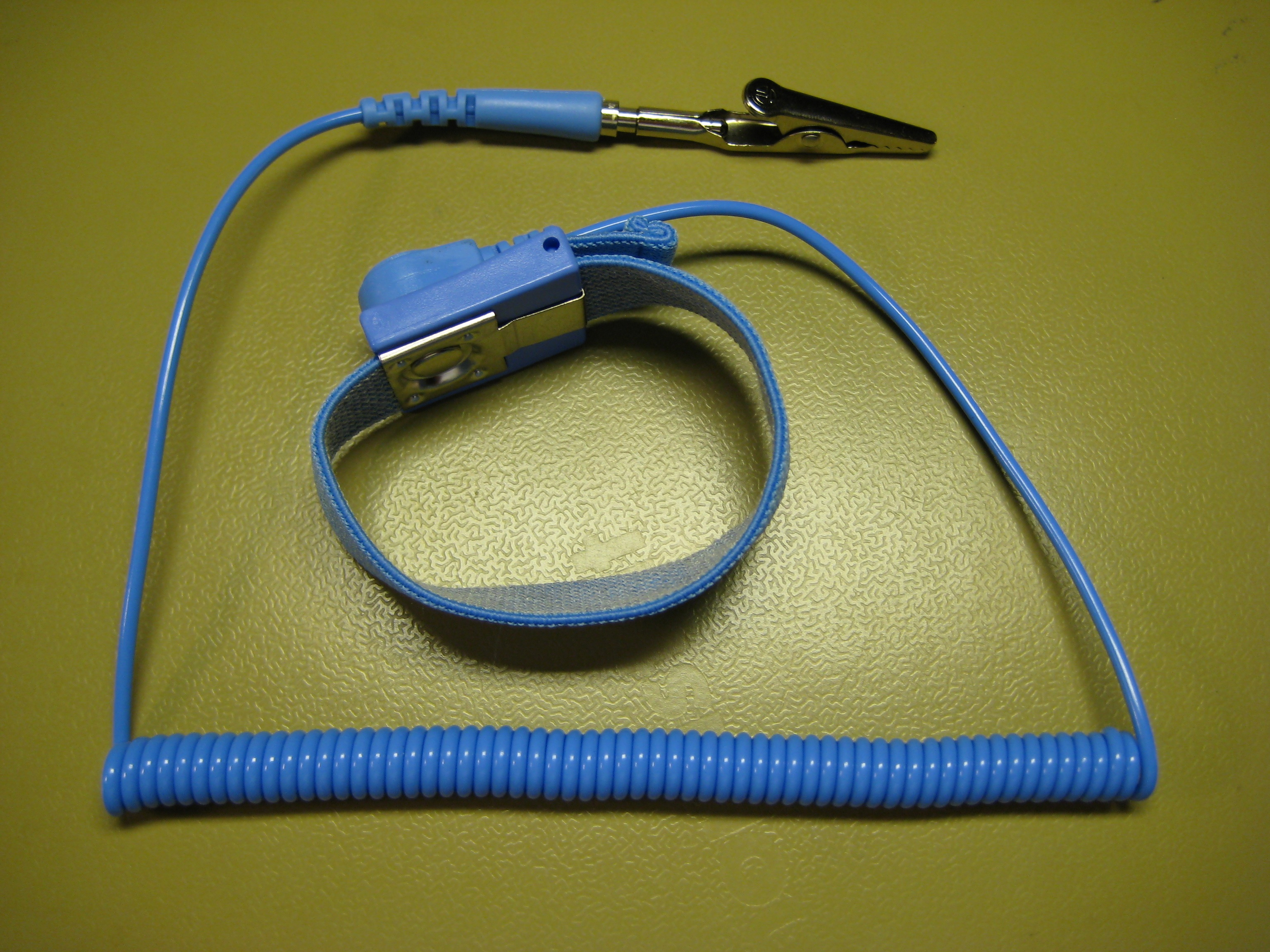
Uma pulseira antiestática com um clip crocodilo

A pulseira possui um resistor (1 MΩ) acoplado em série para limitar a corrente de curto circuito, protegendo o usuário caso o mesmo venha a tocar em algum componente energizado.